# Dunoon (Scozia)

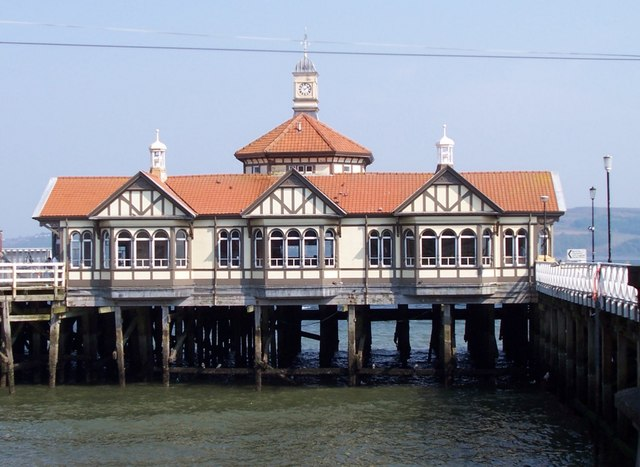
Il molo di Dunoon

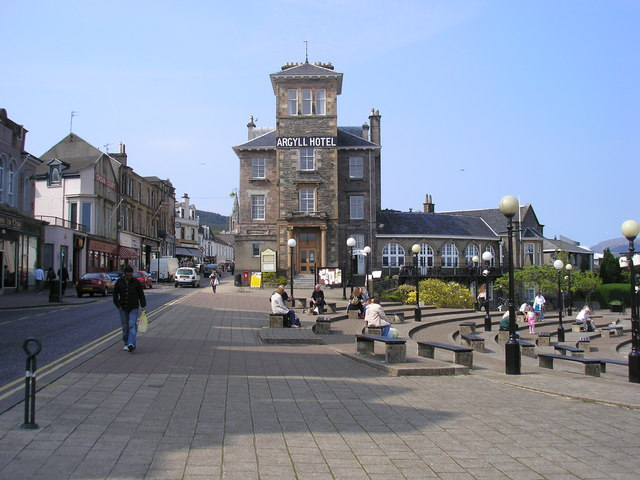
Un hotel a Dunoon

Dunoon (in gaelico scozzese: Dùn Obhain o Dùn Omhain) è una località balneare della Scozia centro-occidentale, facente parte dell'area amministrativa dell'Argyll e Bute e situata nella penisola di Cowal  e di fronte al Firth of Clyde. È la più grande città dell'Argyll  e conta una popolazione di circa 8.500 abitanti.

## Geografia fisica

### Collocazione
Dunoon si trova a sud dell'Argyll Forest Park e dello Holy Loch, a circa 45 km a nord-ovest di Glasgow e a circa 60 km a sud di Inveraray, ed è situata nella parte orientale della penisola montagnosa di Cowal. Sorge tra due baie, la East Bay e la West Bay.

## Società

### Evoluzione demografica
Al censimento del marzo 2011, Dunoon contava una popolazione pari a 8.454 abitanti. Nel 2001, ne contava invece 8.325, mentre nel 1991 ne contava 8.817.

## Storia
Nel 1646, Dunoon fu teatro di uno scontro tra il Clan Campbell e il Clan Lamont, scontro che è passato alla storia con il nome di massacro di Dunoon.
La popolarità di Dunoon come luogo di villeggiatura crebbe a partire dai primi decenni XIX secolo, quando James Ewing, Lord Provost di Glasgow vi costruì una propria dimora signorile (era il 1822). In seguito anche altri abitanti di Glasgow iniziarono a costruirsi delle case di villeggiatura in loco..
Negli anni quaranta del XIX secolo la cittadina fu collegata per la prima volta a Glasgow tramite un traghetto. Un molo che serviva un traghetto sul Firth of Clyde esisteva però già nel 1820.,
Nel 1899, il collegamento della località con Glasgow fu garantito anche grazie alla costruzione di una ferrovia che collegava questa città con Gourock.
|  |

La popolarità di Dunoon come località balneare diminuì però nel corso del XX secolo, quando gli abitanti di Glasgow iniziarono a preferirle le mete meditarranee.
Durante la guerra fredda Dunoon iniziò ad essere popolata dalle truppe statunitensi, che nel 1961 avevano costruito una base sottomarina sullo Holy Loch. Così, 30 anni dopo, un quarto della popolazione di Dunoon era costituito da americani: ciò significò anche un rilancio dell'economia locale.

## Luoghi d'interesse
- Castle House Museum[4]
- Gantock Rocks[10]

## Dunoon nella cultura di massa
- A Dunoon è dedicata la canzone del gruppo folk scozzese The Humblebums Why Don't They Come Back to Dunoon[11]